# 愛知県道359号坂上田振線
愛知県道359号坂上田振線（あいちけんどう359ごう さかうえたふりせん）は、愛知県豊田市内を通る一般県道である。

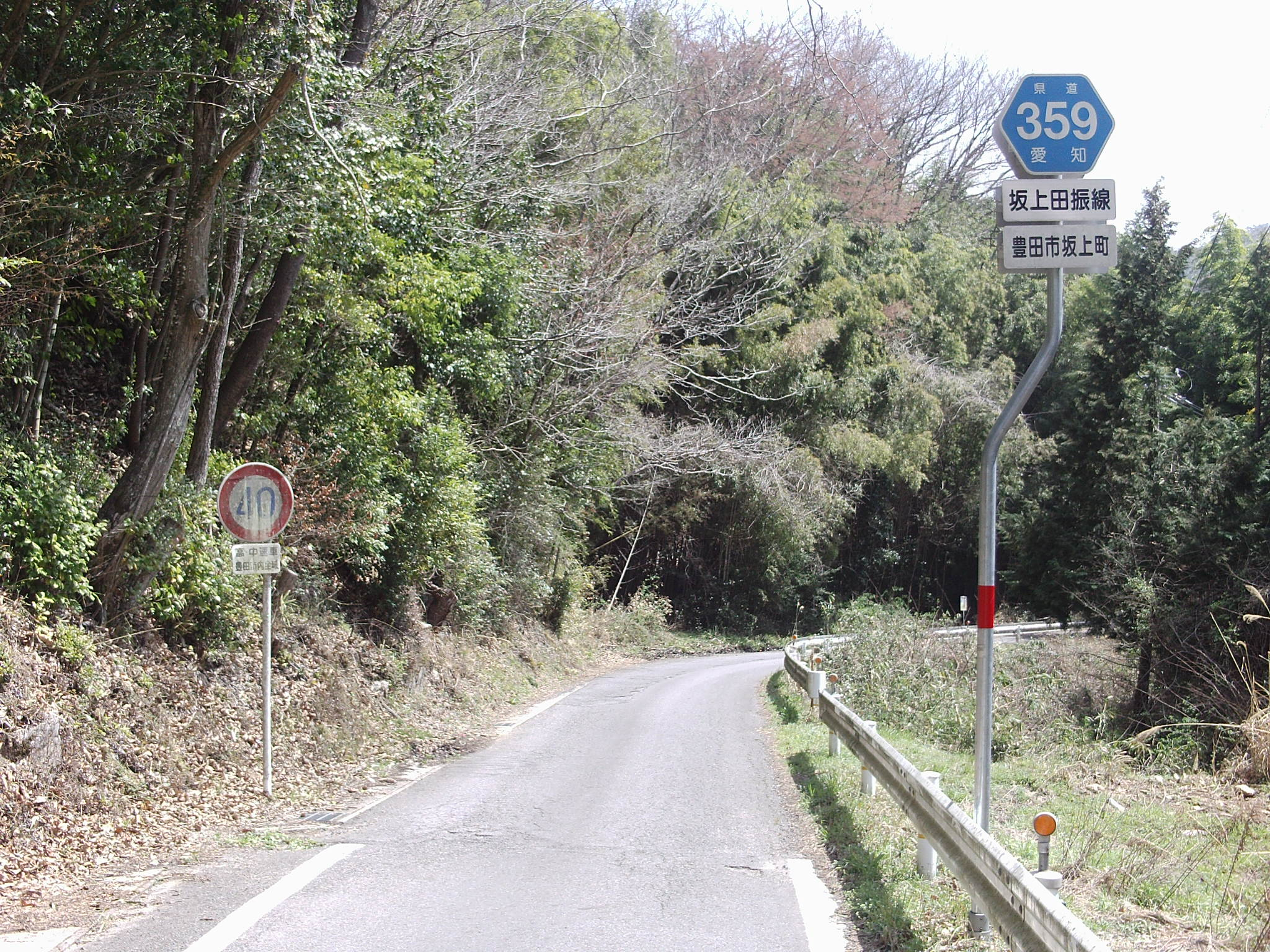
起点から北方向へ、香嵐渓への抜け道の一つではある。しかし狭隘なため行き違い困難でカーブ区間が多い。ここでの最高速度は豊田市内全域で40km/時だが、徐行する場所は多い。

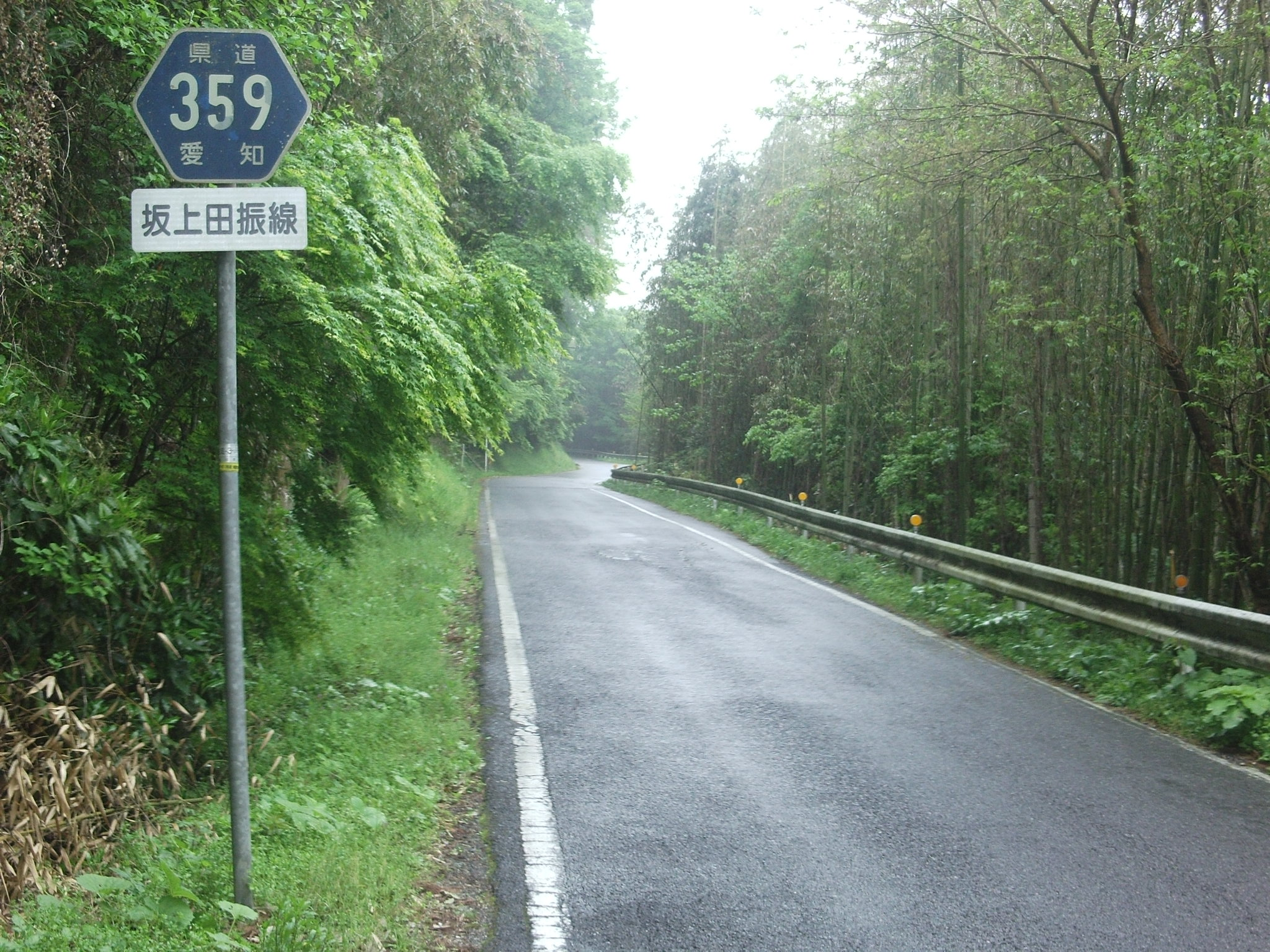
田振町（終点側）。巴川に接する。

## 概要

### 路線データ
- 起点：愛知県豊田市坂上町
- 終点：愛知県豊田市田振町

## 歴史
- 1959年（昭和34年）12月15日：認定
旧路線名称は坂上追分線

## 地理

### 通過する自治体
- 愛知県
豊田市

### 交差する道路
- 愛知県道361号坂上花沢線
- 愛知県道39号岡崎足助線（足助街道）

### 沿線
- ひろり集会所